# Isabella Karle
Isabella Helen Lugoski Karle (Detroit, 2 de dezembro de 1921 - 3 de outubro de 2017) foi uma química estadunidense.
Contribuiu para o desenvolvimento da cristalografia de raios X, principalmente, aplicando a então nova técnica dos métodos diretos para a determinação de fases em estruturas cristalinas, que deram o Prêmio Nobel de Química em 1985, a seu marido, Jerome Karle e a Herbert Hauptman. Esta técnica permite resolver estruturas, que tenham apenas átomos leves em sua constituição. A possibilidade, trouxe enorme impacto nas áreas de química de produtos naturais, fármacos e química orgânica. Em 1969 estabeleceu a estrutura de venenos extraídos de sapos da América do Sul. Isto foi seguido em 1975 pela estrutura do fármaco antibiótico, Valinomycin. Isabella esteve no Brasil, em julho de 1976, para lecionar na Escola Latino-Americana de Métodos Diretos para a Resolução de Estruturas Cristalinas, no Instituto de Física e Química de São Carlos da Universidade de São Paulo, SP.